# Hamatong Shuiku
Hamatong Shuiku är en reservoar i Kina. Den ligger i provinsen Heilongjiang, i den nordöstra delen av landet, omkring 480 kilometer öster om provinshuvudstaden Harbin. Hamatong Shuiku ligger 82 meter över havet. Arean är 17,2 kvadratkilometer. I omgivningarna runt Hamatong Shuiku växer i huvudsak lövfällande lövskog. Den sträcker sig 8,5 kilometer i nord-sydlig riktning, och 8,6 kilometer i öst-västlig riktning.
Genomsnittlig årsnederbörd är 944 millimeter. Den regnigaste månaden är juli, med i genomsnitt 210 mm nederbörd, och den torraste är januari, med 10 mm nederbörd.